# Senyor Oca
Senyor Oca (Barcelona, 2012) é um grupo de música hip hop, liderado pelo MC Sergi Sala. Além de Sala, integram a banda: Ferran Sabanés "Deps" (voz), Albert Galeote "Gale" (DJ), Miki Grau (bateria) e "King Siva" (sopro). O seu repertório de rap recebe influências do Dub e do Drum' Bass.)

## Carreira artística
Começam a sua carreira com uns primeiros trabalhos editados por eles. Em 2012 publicam o videoclip da canção El ritme del tic-tac e lançam o primeiro álbum da banda, intitulado Entre druides em 2013, a este seguiu-se Aneguet lleig dois anos mais tarde, em 2015. Em 2017, Sala apresenta Atomosfera, já acompanhado por Dj Gale e Deps Music.
Na 17ª edição do concurso Sona9, recebem o primeiro prêmio do júri e também o prêmio do público, na gala celebrada no dia 15 de novembro de 2017 em Barcelona. Salvatge Cor i Ju foram os outros finalistas.
A vitória no concurso levou à gravação do seu primeiro álbum num estúdio de gravação: Cant de pagès (Right Here Right Now, lançado em  2018 e apresentado na sala Razzmatazz. Só um ano depois, publicaram EGA (Guspira Records, 2019), estreado na Apolo. Estes dois trabalhos mais maduros e profissionais, incorporam instrumentos de percussão e metais. Definem o seu estilo como Rap da terra, com uma mensagem de crítica social em catalão, centrando-se no território mas sem focalizar na luta política.

## Discografia

### Auto-editados
- Entre druides (2013).[10]
- Aneguet lleig (2015).[11]
- Atomosfera (2017).[12]

### Álbuns gravados em estúdio
- Cant de pagès (2018).[13]
- EGA (2019).[14]